# رافائل کوئلیو
رافائل کوئلیو (به پرتغالی: Rafael Coelho Luiz) مهاجم اهل برزیل است که در شهر فلوریانوپلیس و در تاریخ ۲۰ مهٔ ۱۹۸۸ به دنیا آمده‌است.
رافائل کوئلیو در تیم‌های فوتبال Figueirense سابقهٔ حضور دارد.